# 首钢工学院
首钢工学院是中华人民共和国北京市的一所工科高等院校，主要为首都钢铁培养专业人才。1999年以后，该校主要招收高等职业教育（专科）层次的学生。

## 历史与沿革
- 1978年，创建北京钢铁学院一分院。
- 1978年，创建北京钢铁学院二分院。
- 1983年，北京钢铁学院一分院、二分院合并为北京钢铁学院分院。
- 1994年，北京钢铁学院分院分出，升格为首钢工学院。
- 2003年，首钢职工大学并入。
  - 1922年，创建龙烟铁矿石景山炼铁厂工人业余学校。
  - 1949年，更名石钢工人政治业余学校。
  - 更名石钢职工业余学校。
  - 更名石景山钢铁厂职工学校。
  - 升格石钢职工业余大学。
  - 1980年，更名首都钢铁公司职工大学。
  - 1990年，更名首钢职工大学。
- 2005年，首钢高级技工学校并入。
  - 1954年，创建首钢技工学校。
  - 2001年，北京钢铁学校并入首钢技工学校。
    - 1986年，创建北京钢铁学校。

  - 2004年，更名首钢高级技工学校。

## 院系设置
- 计算机系
- 机电工程系
- 建筑与环保工程系
- 经济管理系
- 基础部
- 成人教育学院